# Єрьомін Віктор Васильович
Віктор Васильович Єрьомін (15 квітня 1947, Москва) — радянський хокеїст, нападник. Майстер спорту.

## Хокей з шайбою
Вихованець московського ЦСКА. На молодіжному рівні грав в одній ланці з Володимиром Вікуловим і Віктором Полупановим. Виступав за команди ЦСКА (Москва), «Динамо» (Москва), «Динамо» (Київ), «Крила Рад» (Москва) і «Верстатобудівник» (Рязань).
Найбільш вдалими у його кар'єрі стали два сезони в яких він захищав кольори московського «Динамо» і ЦСКА. 1966 року з «динамівцями» став третім призером чемпіонату і фіналістом кубка СРСР. Наступного року з армійцями — віце-чемпіоном національної першості. Ще в чотирьох сезонах ЦСКА става в чемпіоном, але в них Віктор Єрьомін грав лише періодично.
 Досягнення:
- Віце-чемпіон (1): 1967
- Третій призер (1): 1966

| Сезон   | Команда                     | Ліга  | І  | Г  | П | 0  | Штр |
| ------- | --------------------------- | ----- | -- | -- | - | -- | --- |
| 1962-63 | ЦСКА (Москва)               | вища  | 4  | 0  | 0 | 0  | 0   |
| 1963-64 | ЦСКА (Москва)               | вища  | -  | 2  | - | -  | -   |
| 1964-65 | ЦСКА (Москва)               | вища  | 6  | 1  | 0 | 1  | 2   |
| 1965-66 | «Динамо» (Москва)           | вища  | 21 | 2  | 1 | 3  | 14  |
| 1966-67 | ЦСКА (Москва)               | вища  | 32 | 12 | 0 | 12 | 12  |
| 1967-68 | ЦСКА (Москва)               | вища  | 9  | 0  | 2 | 2  | 4   |
| 1968-69 | «Динамо» (Київ)             | вища  | 8  | 5  | - | -  | -   |
|         | «Динамо» (Київ)             | ПТ    |    | 10 | - | -  | -   |
| 1969-70 | «Динамо» (Москва)           | вища  | 3  | 0  | - | -  | -   |
| 1971-72 | «Крила Рад» (Москва)        | вища  | 8  | 1  | 1 | 2  | 4   |
| 1972-73 | «Верстатобудівник» (Рязань) | друга | -  | 10 | - | -  | -   |
| 1973-74 | «Верстатобудівник» (Рязань) | друга | -  | 0  | - | -  | -   |

## Хокей з м'ячем
Виступав за команди «Динамо» (Москва), «Зоркий» (Красногорськ), «Філі» (Москва). З 1966 по 1969 рік «динамівці» по два рази здобували золоті і срібні медалі чемпіонату, але у всіх турнірах Єрьомін був гравцем резерву і кількість проведених матчів була замалою для отримання нагород.
| Сезон   | Команда                 | Ліга  | Місце | І  | Г |
| ------- | ----------------------- | ----- | ----- | -- | - |
| 1965-66 | «Динамо» (Москва)       | вища  |       | 2  | 0 |
| 1966-67 | «Динамо» (Москва)       | вища  |       | 7  | 0 |
| 1967-68 | «Динамо» (Москва)       | вища  |       | 11 | 4 |
| 1968-69 | «Динамо» (Москва)       | вища  |       | 7  | 0 |
| 1969-70 | «Зоркий» (Красногорськ) | вища  | 9     | 11 | 0 |
| 1970-71 | «Зоркий» (Красногорськ) | вища  | 11    | 25 | 7 |
| 1971-72 | «Зоркий» (Красногорськ) | вища  | 5     | 16 | 0 |
| 1972-73 | «Філі» (Москва)         | перша | 2     |    |   |